# Bulletin de la Société Géologique de France
Бюллетень Французского геологического общества (фр. Bulletin de la Société Géologique de France) — периодическое издание Французского геологического общества. Издается на французском языке с 1830 года по настоящее время.
В 1865 году маркиз Лоренцо Парето опубликовал в Бюллетене статью, в которой впервые выделил несколько геологических ярусов: Piacenzian, Serravanian, Langhian, Виллафранкский.